# 义昌江
义昌江，位于中国广东省西南部和广西壮族自治区东南部，是北流河右岸支流，源流也称加益河，发源于广东罗定市加益镇塘面顶，向东流至加益镇合江村转北流，进入广西岑溪市境，蜿蜒北流，经岑溪市梨木镇、归义镇、市区岑城镇、三堡镇，最后于藤县金鸡镇新民村汇入北流河。河长141千米，河道平均比降1.24‰，流域面积1862平方千米。年均径流量7.74亿立方米。